# Sporting Challenger 2005
Lo Sporting Challenger 2005 è stato un torneo di tennis facente parte della categoria ATP Challenger Series nell'ambito dell'ATP Challenger Series 2005. Il torneo si è giocato a Torino in Italia dal 23 al 29 maggio 2005 su campi in terra rossa.

## Vincitori

### Singolare
Carlos Berlocq ha battuto in finale  Alessio Di Mauro con il punteggio di 7–5, 6–1

### Doppio
Franco Ferreiro /  Sergio Roitman hanno battuto in finale  Francesco Aldi /  Alessio Di Mauro con il punteggio di 6(4)–7, 7–5, 7–6(2)